# Josephine, Texas
Josephine är en ort i Collin County, och Hunt County, i Texas. Vid 2010 års folkräkning hade Josephine 812 invånare.